# Mariana Mazzucato
Mariana Francesca Mazzucato (ur. 16 czerwca 1968 w Rzymie) – włosko-amerykańska ekonomistka, profesor ekonomii University College London i Uniwersytetu Sussex, oraz członkini Rady Doradców Ekonomicznych Szkocji.
Zajmuje się ekonomią innowacji; w 2013 poświęciła temu zagadnieniu książkę The Entrepreneurial State, w której argumentowała, że rozwój technologiczny i gospodarczy czerpią duże korzyści z inwestycji publicznych, i nie powinny być pozostawiane samemu wolnemu rynkowi.

## Życiorys
Ukończyła studia z historii i stosunków międzynarodowych na Tufts University (B.A. 1990), oraz z ekonomii na The New School (M.A. 1994, Ph.D. 1999).
Rozpoczęła pracę w czasie studiów doktoranckich, wykładając ekonomię na University of Denver. Między 1998–1999 była pracowniczką naukową London Business School Uniwersytetu Londyńskiego. W okresie 1999–2011 pracowała m.in. na The Open University, Uniwersytecie Bocconiego i Uniwersytecie Edynburskim. Od 2011 należy do kadry Sussex, a od 2017 UCL.
Jej zainteresowania badawcze skupiają się na współzależnościach pomiędzy rynkami finansowymi, innowacją i wzrostem gospodarczym.
Jej książka z 2013, The Entrepreneurial State, cieszyła się zainteresowaniem mediów i instytucji, którym udzieliła wywiadów i konsultacji, oraz mieszanym odbiorem ze strony innych ekonomistów. W 2015 Mazzucato została członkinią rady doradców brytyjskiej Partii Pracy. Była także doradczynią agencji ONZ i UE.

## Życie prywatne
Ma podwójne, włoskie i amerykańskie obywatelstwo. Jej rodzice przeprowadzili się z dziećmi z Włoch do Princeton w New Jersey w 1972, gdy jej ojciec podjął pracę jako fizyk na tamtejszym Uniwersytecie. Spędziła pierwszą część życia w Stanach Zjednoczonych, i przeprowadziła się do Europy w 2000.
Wyszła za mąż za producenta filmowego Carlo Cresto-Dina. Mają czworo dzieci.

## Publikacje
- The Entrepreneurial State: Debunking Public vs. Private Myths in Risk and Innovation (2013; polskie wydanie Przedsiębiorcze państwo. Obalić mit o relacji sektora publicznego i prywatnego, 2016)[9]
- The Value of Everything: Makers and Takers in the Global Economy (2018; polskie wydanie Wartość wszystkiego. Wytwarzanie i zawłaszczanie w globalnej gospodarce, 2021[10])
- Mission Economy: A Moonshot Guide to Changing Capitalism (2021; polskie wydanie Misja Gospodarka. Jak zmienić kapitalizm na skalę kosmiczną, 2024[11])